# Chipre (isla)
Chipre (en griego antiguo y moderno: Κύπρος [Kýpros] 'cobre'; en latín e inglés: Cyprus; en turco: Kıbrıs) es una isla del mar Mediterráneo en la cuenca oriental. Es la tercera isla, en tamaño, del Mediterráneo, después de las islas italianas de Sicilia y Cerdeña y la número 81 en tamaño a nivel mundial. Se encuentra a 64 km al sur de la península de Anatolia (o Asia Menor). Como tal, se considera entre Asia Occidental y Europa Oriental o en Oriente Próximo.

## Geografía física
Chipre mide 260 kilómetros a lo largo y 100 de ancho, quedando Turquía a 75 km al norte. Otros territorios vecinos son Siria y el Líbano al este (105 km y 108 km, respectivamente), Israel 200 km al sureste, Egipto 380 km al sur y Grecia al oeste-noroeste: 280 km hasta la pequeña isla de Kastellórizo (Meis) en el Dodecaneso, 400 km a Rodas y 800 km a la Grecia continental.

### Relieve
El relieve de la isla de Chipre se caracteriza por la existencia de dos cordilleras casi paralelas que recorren la isla de este a oeste. La septentrional son los estrechos montes Pentadáctylos o Kyrenia, de suelo calcáreo; ocupa una superficie sustancialmente menor que la cordillera meridional, y sus alturas son también inferiores. La del sur son los montes Troodos (máxima altura, monte Olimpo, 1953 m), de tipo volcánico; cubren la mayor parte de las porciones meridionales y occidentales de la isla y más o menos cubren la mitad de su superficie. Los dos sistemas montañosos corren en términos generales en paralelo a los montes Tauro en el continente turco, cuya silueta es visible desde el norte de Chipre. Entre ambas cordilleras se encuentra una llanura central llamada Messaria (otras versiones del nombre, Mesorea y Mesaoria. Las tierras bajas costeras, que varían en anchura, rodean la isla.

Mapa topográfico de Chipre.

### Ríos, lagos y costas
Los principales ríos, Pedieos y Ialias, recorren la depresión central. Solían padecer frecuentes inundaciones, pero actualmente se regulan por embalses y sistemas de regadío.
La costa tiene 648 km  de longitud. En su parte septentrional de la isla es alta y uniforme. La del sur presenta una orografía más suave, con varias ensenadas como las bahías de Famagusta y Lárnaca. 
Otro accidente geográfico significativo del litoral chipriota es la península de Karpas.

### Clima
Chipre es una isla de clima mediterráneo, lo que favorece la agricultura. Las variaciones en la temperatura y las precipitaciones están determinadas por la altitud y, en menor medida, por la distancia a la costa. Los veranos son secos y muy calurosos (temperatura media en julio-agosto 19-29 °C). La estación veraniega va desde A Mediados de mayo hasta mediados de septiembre. Es la isla más cálida del Mediterráneo y Nicosia la ciudad con más altas temperaturas de Europa, con una media anual de 19,5 °C. En verano, la isla está principalmente bajo la influencia de una depresión poco profunda de bajas presiones que se extiende desde la gran depresión continental centrada en Asia occidental. Es una estación de altas temperaturas con cielos prácticamente sin nubes. La estación invernal, entre noviembre y mediados de marzo, es templada (temperatura media en enero 10-13 °C). Las estaciones primaveral y otoñal son breves.

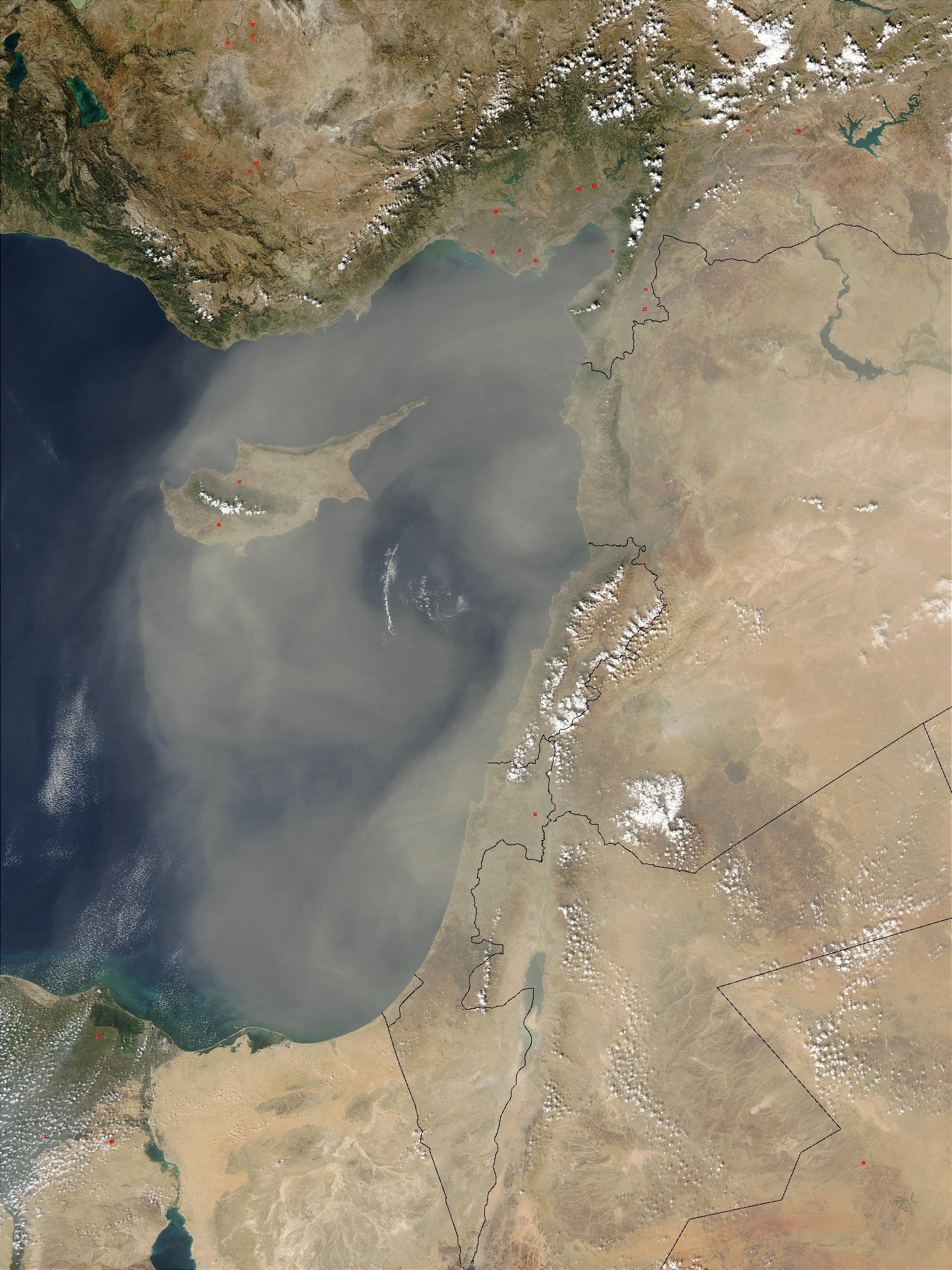
Tormenta de arena en el Levante, 19 de octubre de 2002.

Las temperaturas en verano son altas en las llanuras, incluso a orillas del mar, y alcanzan registros incómodos en la Mesaoria. La temperatura media diaria en julio y agosto está entre los 29 °C de la llanura central y los 22 °C de los montes Troodos, mientras que la temperatura máxima media para estos tres meses está entre los 36 °C y los 27 °C, respectivamente. Debido al ardiente calor de la llanura, algunos de los pueblos de los Troodos se han desarrollado como centros de veraneo, con temporada de invierno y de verano. La temperatura media anual para la isla en su conjunto es de alrededor de 20 °C. Los inviernos son suaves, con una temperatura media en enero de 10 °C en la llanura central y de 3 °C en las partes altas de los montes Troodos y con una temperatura mínima media de 5 a 0 °C respectivamente, pudiendo llegar a los -7 °C en las montañas. 
En el otoño y el invierno llueve, especialmente entre noviembre y marzo. La pluviosidad media anual es de 500 mm, y las precipitaciones de diciembre a febrero representan el 60 % de la precipitación total anual. En el invierno, Chipre queda cerca de las frecuentes depresiones de pequeño tamaño que cruzan el Mediterráneo de oeste a este entre el anticiclón continental de Eurasia y el cinturón generalmente de bajas presiones de África del Norte. Estas depresiones proporcionan períodos de tiempo tormentoso que normalmente dura un día más o menos, y produce la mayor parte de las precipitaciones anuales.
Las zonas más altas, montañosas, son más frescas y húmedas que el resto de la isla. Reciben las máximas precipitaciones anuales, lo que puede llegar a 1000 mm. También puede haber heladas intensas en estos distritos altos, que normalmente están blancos por la nieve en los primeros meses del año. La nieve en las costas es extremadamente rara y usualmente cae mezclada con la lluvia. Sólo en febrero de 1950 la isla estuvo totalmente cubierta por la nieve. La precipitación se incrementa de 450 mm en las laderas orientales a casi 1100 mm en la cumbre de los montes Troodos. La estrecha cordillera de los Pentadáctilos, que se extiende a lo largo de 160 km de oeste a este a lo largo del extremo norte de la isla produce un incremento de la pluviosidad relativamente menor de alrededor de 550 mm a lo largo de su cresta a una altitud de 1000 mm. Las llanuras a lo largo de la costa septentrional y en la zona de la península de Karpas tiene de media anual 400-450 mm. La menor pluviosidad se produce en Mesaoria, con 300-400 mm al año. Es característico que cambien las lluvias de un año para otro, y las sequías son frecuentes y, a vece, intensas. El análisis estadístico de la pluviosidad en Chipre pone de manifiesto una tendencia decreciente de la cantidad de lluvia caída en los últimos treinta años. 
La lluvia en los meses cálidos contribuye poco o nada a los suministros de agua y la agricultura. Las lluvias de otoño e invierno, de las que dependen el abastecimiento de agua y la agricultura, varían bastante de un año para otro.
La humedad relativa del aire está, de media, entre el 60% y el 80% en invierno y entre el 40% y el 60% en verano e incluso tiene valores inferiores en zonas de tierra adentro en mitad del día. La niebla es poco frecuente y la visibilidad es generalmente muy buena. La luz solar abunda en todo el año y particularmente entre abril y septiembre cuando la duración media de la luz sobrepasa las 11 horas diarias. La cantidad de sol de la que disfruta la isla contribuye al éxito de la industria turística. En la Mesaoria en la llanura oriental, por ejemplo, hay sol un 75% del tiempo. Durante los cuatro meses de verano, hay una media de once horas y media de sol cada día, y los meses invernales más nublados hay una media de cinco horas y media por día.
Los vientos son generalmente ligeros o moderados, y de dirección variable. A veces puede haber fuertes vientos, pero son infrecuentes las tormentas, que se limitan a zonas litorales muy expuestas y zonas de gran elevación.
Los parámetros promedio de Nicosia son:
| Parámetros climáticos promedio de Nicosia | Parámetros climáticos promedio de Nicosia | Parámetros climáticos promedio de Nicosia | Parámetros climáticos promedio de Nicosia | Parámetros climáticos promedio de Nicosia | Parámetros climáticos promedio de Nicosia | Parámetros climáticos promedio de Nicosia | Parámetros climáticos promedio de Nicosia | Parámetros climáticos promedio de Nicosia | Parámetros climáticos promedio de Nicosia | Parámetros climáticos promedio de Nicosia | Parámetros climáticos promedio de Nicosia | Parámetros climáticos promedio de Nicosia | Parámetros climáticos promedio de Nicosia |
| Mes                                       | Ene.                                      | Feb.                                      | Mar.                                      | Abr.                                      | May.                                      | Jun.                                      | Jul.                                      | Ago.                                      | Sep.                                      | Oct.                                      | Nov.                                      | Dic.                                      | Anual                                     |
| ----------------------------------------- | ----------------------------------------- | ----------------------------------------- | ----------------------------------------- | ----------------------------------------- | ----------------------------------------- | ----------------------------------------- | ----------------------------------------- | ----------------------------------------- | ----------------------------------------- | ----------------------------------------- | ----------------------------------------- | ----------------------------------------- | ----------------------------------------- |
| Temp. máx. abs. (°C)                      | 22                                        | 26                                        | 30                                        | 35                                        | 43                                        | 44                                        | 44                                        | 44                                        | 42                                        | 41                                        | 33                                        | 24                                        | 44                                        |
| Temp. máx. media (°C)                     | 15                                        | 16                                        | 19                                        | 24                                        | 29                                        | 34                                        | 37                                        | 37                                        | 33                                        | 28                                        | 22                                        | 17                                        | 25.9                                      |
| Temp. mín. media (°C)                     | 5                                         | 5                                         | 7                                         | 10                                        | 14                                        | 18                                        | 21                                        | 21                                        | 18                                        | 14                                        | 10                                        | 7                                         | 12.5                                      |
| Temp. mín. abs. (°C)                      | -3                                        | -6                                        | -2                                        | 1                                         | 7                                         | 11                                        | 15                                        | 14                                        | 12                                        | 6                                         | -1                                        | -3                                        | -6                                        |
| Precipitación total (mm)                  | 76                                        | 45                                        | 36                                        | 18                                        | 22                                        | 9                                         | 1                                         | 2                                         | 10                                        | 25                                        | 33                                        | 68                                        | 345                                       |
| [cita requerida]                          |                                           |                                           |                                           |                                           |                                           |                                           |                                           |                                           |                                           |                                           |                                           |                                           |                                           |

### Medio ambiente

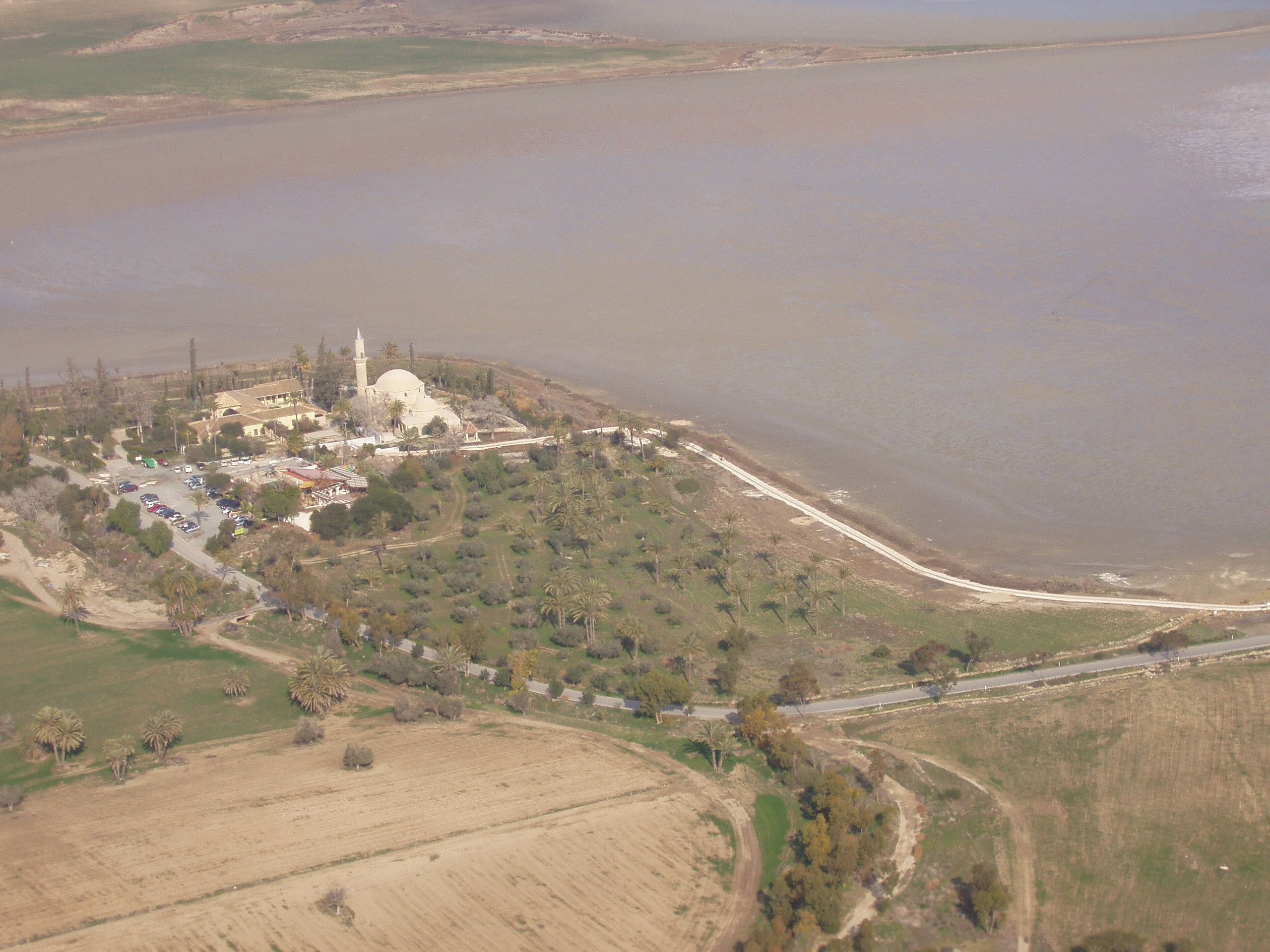
Hala Sultan Tekke, Lago salado de Larnaca.

La quinta parte del país está cubierto de bosques. Conforme a la normativa de la Unión Europea, el territorio de este país pertenece a la región biogeográfica mediterránea. 1107 hectáreas están protegidas como humedal de importancia internacional al amparo del Convenio de Ramsar, en el sitio Ramsar del lago salado de Larnaca.
Los riesgos naturales de la isla son una moderada actividad sísmica, así como sequías. Los problemas medioambientales son numerosos y se relacionan, en gran medida, con la insuficiencia de agua: no hay captaciones de agua naturales, se produce disparidad estacional en la pluviosidad, intrusión de agua de mar en el mayor acuífero de la isla y en el norte, la salinización es creciente. Además, está la contaminación de las aguas debido a los residuos industriales y urbanos, la degradación del litoral y la pérdida de hábitats de vida salvaje debido a la urbanización.

## Geografía humana
Tiene una población de 1 084 748 habitantes (est. julio de 2009). La población vive en un 70% en zonas urbanas (2008). Se distribuye entre algunos valles de las montañas norteñas y, especialmente, en la zona central. Las montañas meridionales están escasamente pobladas.
El principal grupo étnico está constituido (2001) por griegos (77%), pero también hay turcos (18%) y otros (como armenios o árabes, 5%). Los habitantes de origen griego pertenecen a la Iglesia ortodoxa chipriota (78%), mientras que hay un 18% de musulmanes. El 4% restante está formado, entre otros, por maronitas y apostólicos armenios. Se habla griego, turco e inglés.
Geopolíticamente, la isla se encuentra dividida en cuatro partes principales. La República de Chipre, el gobierno reconocido internacionalmente, ocupa los dos tercios (5896 km²) meridionales de la isla. La República Turca del Norte de Chipre ocupa el tercio (3355 km²)septentrional de la isla y sólo la reconoce Turquía. La línea verde controlada por las Naciones Unidas es una zona tapón que separa las dos. Finalmente, dos bases de soberanía británica se encuentran en la isla: Akrotiri y Dekelia.
La capital de Chipre es Nicosia (Leukosía) de 270 000 habitantes, que es la sede del gobierno. Ciudades principales: Famagusta, Lárnaca y Limasol. Se divide en seis distritos: Famagusta, Kyrenia, Lárnaca, Limasol, Nicosia y Pafos. Las divisiones administrativas de la región turcochipriora incluyen Kyrenia, todo saldo una pequeña parte de Famagusta, y pequeñas partes de Nicosia.

## Geografía económica
Los recursos naturales de Chipre son cobre (muy abundante en la Antigüedad, pero se está agotando), piritas de hierro y amianto, yeso, madera, sal, mármol y pigmento de arcilla. La tierra arable, que representa el 10,81% del uso de la tierra. A cultivos permanentes se dedica 4,32% y otros 84,87% (2005). El regadío abarca 400 kilómetros cuadrados (2003). 

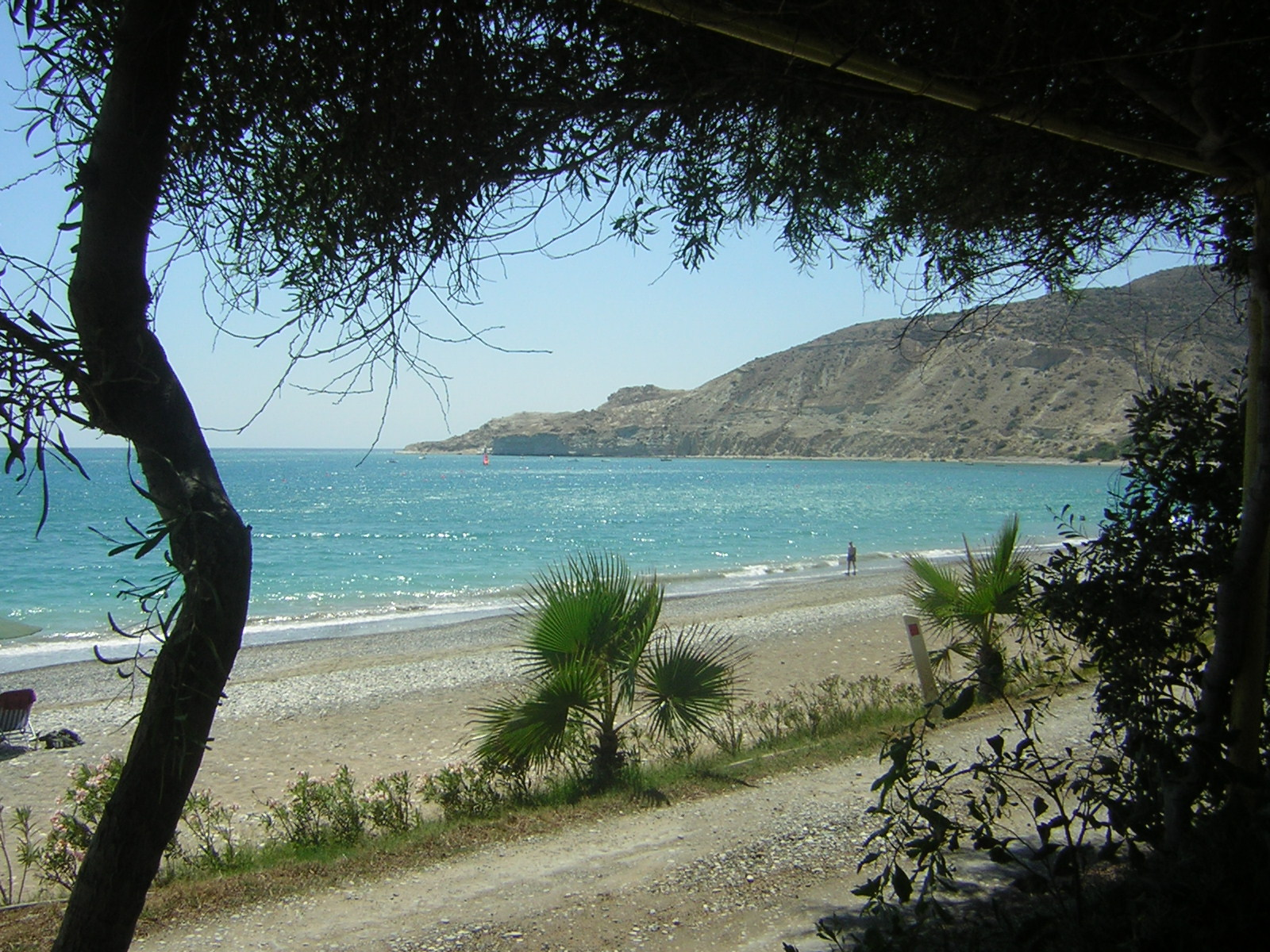
Playa de Pisuri.

La composición del PIB por sector es: agricultura 2,1%, industria 19% y servicios 78,9% (est. 2009). La agricultura emplea al 8,5% de la población activa, la industria el 20,5% y los servicios el 71% (2006). Por lo tanto, la región de la República de Chipre bajo control gubernamental tiene una economía de mercado dominado por el sector servicios. El turismo, los servicios financieros y el sector inmobiliario son los sectores más importantes. Los erráticos niveles de crecimiento a lo largo de la última década refleja la dependencia de la economía chipriota del turismo, que a menudo fluctúa con la inestabilidad política de la región y las condiciones económicas en Europa occidental. A pesar de todo, la economía en la zona bajo control gubernamental tiene un ritmo de crecimiento bien por encima de la media de la Unión Europea desde el año 2000. Por lo que se refiere a la región administrada por los turcos chipriotas, tienen el permanente problema de la escasez de agua; unas pocas plantas de desalinización se han añadido a las plantas ya existentes a lo largo del último año y actualmente están en funcionamiento. Después de diez años de sequía, el país ha recibido abundantes lluvias en el período 2001-04. Desde entonces, la pluviosidad ha estado muy por debajo de la media, haciendo que sea necesario racionar el agua.
Los principales productos agrícolas son los típicamente mediterráneos: los cítricos, las hortalizas, la cebada, vid, y olivos. Hay aves de corral, carne de cerdo y corderos. Se obtienen productos lácteos y queso. En cuanto a la industria, destaca el turismo, procesamiento de comida y bebida, producción de cemento y yeso, construcción y reparación de barcos, textil, productos químicos ligeros, productos de metal, madera, papel, piedra y productos de arcilla.
Chipre es un nudo de comunicaciones aéreas. Tiene una buena red de carreteras total: 14 630 km (zona bajo control gubernamental: 12 280 km; zona administrada por los turco-chipriotas: 2350 km). Pavimentadas bajo el control gubernamental: 7979 km (incluye 257 km de autopistas); zona bajo control turco-chipriota: 1370 km). Los puertos y terminales más destacados, en la zona de control gubernamental, son: Lárnaca, Limasol, Vasiputeriolikos; zona administrada por los turco-chipriotas: Famagusta y Kyrenia.